# Granica afgańsko-uzbecka
Granica afgańsko-uzbecka to granica międzypaństwowa dzieląca terytoria Afganistanu i Uzbekistanu, ciągnąca się na długości 137 km.
Granica opiera się na całej swej długości o koryto rzeki Amu-daria, jednakże dodatkowo wybudowano barierę, którą stanowią kolczaste zasieki, ogrodzenie z drutu kolczastego pod napięciem, a także pole minowe. Rejon przygraniczny jest ponadto stale patrolowany przez uzbrojonych uzbeckich żołnierzy. Powstanie tej strefy było konsekwencją wkroczenia do Afganistanu wojsk amerykańskich po atakach terrorystycznych z 11 września 2001 roku - władze Uzbekistanu chciały zapobiec masowej imigracji do przygranicznego wilajetu surchandaryjskiego.
Jedynym przejściem granicznym jest drogowo-kolejowy afgańsko-uzbecki Most Przyjaźni w pobliżu afgańskiego miasta Hajratan.